# Ларилари
Ларилари (груз. ლარილარი) — село в Грузии, на территории Местийского муниципалитета края (мхаре) Самегрело-Верхняя Сванетия.

## География
Село находится в северо-западной части Грузии, на левом берегу реки Ненскры (правый приток Ингури), на расстоянии приблизительно 43 километров (по прямой) к западу от посёлка городского типа Местиа, административного центра муниципалитета. Абсолютная высота — 984 метра над уровнем моря.

## Население
По результатам официальной переписи населения 2014 года в Ларилари проживало 83 человека (38 мужчин и 45 женщин). В национальной структуре населения грузины составляли 100 %.
| Год  | Население, человек |
| ---- | ------------------ |
| 2002 | 84                 |
| 2014 | ↘ 83               |